# Szamosangyalos, Szabolcs-Szatmár-Bereg
Szamosangyalos  este un sat în districtul Csenger, județul Szabolcs-Szatmár-Bereg, Ungaria, având o populație de 538 de locuitori (2011). 

## Demografie
Componența etnică a satului Szamosangyalos
     Maghiari (80%)
     Romi (16,76%)
     Români (3,24%)
Componența confesională a satului Szamosangyalos
     Reformați (60,41%)
     Greco-catolici (8,18%)
     Romano-catolici (4,46%)
     Necunoscută (25,09%)
     Alte religii (2,42%)
Conform recensământului din 2011, satul Szamosangyalos avea 538 de locuitori. Din punct de vedere etnic, majoritatea locuitorilor (80,0%) erau maghiari, existând și minorități de romi (16,76%) și români (3,24%).  Din punct de vedere confesional, majoritatea locuitorilor (60,41%) erau reformați, existând și minorități de greco-catolici (8,18%) și romano-catolici (4,46%). Pentru 25,09% din locuitori nu este cunoscută apartenența confesională.